# Discosoma unguja
Discosoma unguja is een Corallimorphariasoort uit de familie van de Discosomatidae. De wetenschappelijke naam van de soort is voor het eerst geldig gepubliceerd in 1900 door Carlgren.